# Joseph Wasko
Joseph Wasko, né le 28 novembre 1931 à Vineuil-Saint-Firmin (Oise), est un coureur cycliste français, actif dans les années 1950 et 1960.

## Palmarès et résultats

### Palmarès par année
- 1956
  - Tour de Champagne :
    - Classement général
    - 3e étape

  - Paris-Laon
  - 2e du Grand Prix de France
- 1957
  - Tour de Bretagne indépendants
  - 4e étape du Circuit des Ardennes
  - 2e du Tour de Champagne
  - 3e du Circuit des Ardennes
- 1958
  - Tour de Normandie :
    - Classement général
    - 1rea (contre-la-montre par équipes) et 2e étapes

  - 2e du Tour de Bulgarie 
  - 2e de Paris-Chauny
  - 2e de Paris-Laon
- 1959
  - Tour de l'Oise :
    - Classement général
    - 6e étape

  - Paris-Chauny
  - 2e du Tour de l'Ouest
  - 3e du Grand Prix de Nogent-sur-Oise
  - 3e de Paris-Laon
- 1960
  - 3e étape du Tour de l'Oise
- 1961
  - 4e étape du Tour de Champagne
  - Classement général du Grand Prix de Fourmies
  - 2e du Tour de l'Oise
  - 2e du Grand Prix de Saint-Omer
- 1963
  - 2e du Circuit des Ardennes
  - 3e de Paris-Chartres

### Résultats sur les grands tours

#### Tour de France
2 participations
- 1960 : 38e
- 1961 : 24e